# NGC 7053
NGC 7053 ist eine Galaxie vom Hubble-Typ S? im Sternbild Pegasus am Nordsternhimmel. Sie ist schätzungsweise 220 Mio. Lichtjahre von der Milchstraße entfernt und hat einen Durchmesser von etwa 90.000 Lichtjahren.
Die Typ-Ia-Supernova SN 2003ep wurde hier beobachtet.
Das Objekt wurde am 2. September 1863 von Albert Marth entdeckt.